# Disobey
Disobey è il primo album in studio del gruppo musicale statunitense Bad Wolves, pubblicato nel 2018.

## Tracce
Edizione Standard
1. Officer Down – 3:29
2. Learn to Live – 3:40
3. No Masters – 3:53
4. Zombie (The Cranberries cover) – 4:15
5. Run for Your Life – 3:32
6. Remember When – 3:29
7. Better the Devil – 3:02
8. Jesus Slaves – 3:39
9. Hear Me Now (featuring Diamante) – 3:39
10. Truth or Dare – 3:33
11. The Conversation – 3:38
12. Shape Shifter – 3:50
13. Toast to the Ghost – 5:30

Edizione Vinile - Tracce Bonus
1. I Swear – 3:31
2. Blood 'N' Bone – 4:05
3. Pacifico – 3:46

## Formazione
- Tommy Vext – voce
- Doc Coyle – chitarra, cori
- Chris Cain – chitarra
- Kyle Konkiel – basso, cori
- John Boecklin – batteria